# Усачики буквенные
Усачики буквенные (лат. Grammoptera) — род жуков из подсемейства усачики семейства жуков-усачей.

## Описание
Щёки перед глазками чрезвычайно короткие. Глаза сзади висков с плоской перетяжкой. Отросток переднегруди очень длинный.

## Синонимия
- Grammoptera подрод Fallaciomorpha Pic, 1900

Номинативный вид: Grammoptera amgusta Pic, 1892 — Алжир
- Grammoptera подрод Fallacioforma Pic, 1906 (nom. nov. Fallaciomorpha)
- Parallelina Casey, 1913

Номинативный вид: Leptura molybdica Le Conte, 1850 — Сан-Франциско, США.

## Систематика
- Вид: Grammoptera abdominalis (Stephens, 1831) (=Grammoptera variegata (Germar, 1824))
- Вид: Grammoptera auricollis Mulsant & Rey, 1863
- Вид: Grammoptera exigua (Newman, 1841)
- Вид: Grammoptera haematites (Newman, 1841)
- Вид: Grammoptera militaris (Chevrolat, 1855)
- Вид: Grammoptera molybdica (LeConte, 1850)
- Вид: Grammoptera rhodopus (LeConte, 1874)
- Вид: Grammoptera ruficornis (Fabricius, 1781)
- Вид: Grammoptera subargentata (Kirby in Richardson, 1837)
- Вид: Grammoptera ustulata (Schaller, 1783)
- Вид: Grammoptera viridipennis Pic, 1893